# La canzone di Magnolia
La canzone di Magnolia (Show Boat) è un film del 1936 diretto da James Whale. Negli Stati Uniti il film è conosciuto anche con il titolo completo Edna Ferber's Show Boat. La regia dei numeri di danza sono di LeRoy Prinz.
Diventeranno famose le canzoni Ol' Man River cantata dal basso Paul Robeson e Can't Help Lovin' Dat Man. Nel cast appare anche il nome di P.G. Wodehouse come paroliere (non accreditato) della canzone Bill. La direzione orchestrale fu affidata a Victor Baravalle.
Nel 1996 il film è stato scelto per essere conservato nel National Film Registry della Biblioteca del Congresso degli Stati Uniti.

## Trama
La storia si svolge su uno dei tanti barconi, con all'interno una sala spettacoli, veri teatri galleggianti, gli showboat che percorrevano i fiumi americani. La figlia di un impresario di uno showboat, conosce un cantante, i due si innamorano, si sposano e vanno a vivere in città, sino a quando, dopo aver perso tutto il denaro al tavolo da giuoco, il marito preferirà scomparire. La giovane abbandonata, per vivere, accetterà di cantare in un caffè concerto, sino a quando dopo anni i due si rincontreranno e torneranno a vivere insieme.

## Distribuzione
Distribuito dall'Universal Pictures, il film uscì nelle sale cinematografiche statunitensi il 17 maggio 1936, dopo una prima tenuta a New York il 14 maggio 1936. In Italia, dove il film in agosto venne presentato in concorso alla 4ª Mostra del Cinema di Venezia, uscì nelle sale il 28 ottobre 1936, con le canzoni rimaste, in via del tutto eccezionale, nella versione originale inglese.

## Accoglienza

### Critica
(Mario Gromo, La Stampa, 14 agosto 1936)

## Altre versioni
- 1929 - Mississipi film muto di Harry A. Pollard
- 1951 - Show Boat di George Sidney